# 自身免疫性肝炎
自身免疫性肝炎，前称狼疮性肝炎、浆细胞性肝炎或自身免疫性慢性活动性肝炎，是肝脏的一种慢性自身免疫性疾病，当身体的免疫系统攻击肝细胞时，会导致肝脏发炎。常见的初始症状可能包括疲劳、恶心、肌肉酸痛或体重减轻或急性肝脏炎症的迹象，包括发烧、黄疸和右上腹痛。患有自身免疫性肝炎的人通常没有初始症状，并且可以通过肝功能检查异常和常规血液检查中蛋白质水平升高或腹部手术期间观察到异常的肝脏来检测该疾病。
MHC II类受体在肝细胞表面的异常呈现，可能是由于遗传易感性或急性肝脏感染，导致细胞介导的针对人体自身肝脏的免疫反应，导致自身免疫性肝炎。异常的免疫反应会导致肝脏发炎，从而导致进一步的症状和并发症，例如疲劳和肝硬化。该病最常在40至50岁的患者中被诊断出来，患者年龄在40岁至50岁之间。女性比男性更常见。

## 症状
自身免疫性肝炎可能完全无症状（12-35%的病例），有慢性肝病或急性甚至暴发性肝功能衰竭的迹象。
通常表现出一种或多种非特异性的长期症状，例如疲劳、一般健康状况不佳、嗜睡、体重减轻、轻度右上腹痛、不适、厌食、瘙痒、恶心、黄疸或关节痛，尤其影响小关节。极少数情况下，可能会出现皮疹或不明原因的发烧。在女性中，没有月经（闭经）是一个常见的特征。体格检查可能正常，但也可能出现慢性肝病的症状。许多人最初的表现只是实验室异常，转氨酶无法解释的增加，并在评估期间因其他原因被诊断出来。其他人在诊断时已经发展为肝硬化。碱性磷酸酶和胆红素通常是正常的。
自身免疫性肝炎可能与其他自身免疫性疾病重叠，主要是1型糖尿病、溃疡性结肠炎、系统性红斑狼疮、乳糜泻、血管炎和自身免疫性甲状腺炎。

## 病因
自身免疫性肝炎发展的流行理论被认为是遗传易感性、环境诱发因素（病毒、药物、草药、免疫接种）和天然免疫系统失效导致肝细胞慢性炎症和随后的肝纤维化的相互作用。
没有具体的证据证明其原因。60%的患者有与慢性肝炎相关的发现，但没有病毒感染的血清学证据。该疾病与抗平滑肌抗体密切相关。
确切的基因和诱发因素仍未确定，但研究表明早发性严重疾病与HLA-DR3血清型有关，而迟发性疾病与HLA-DR4血清型有关。

## 诊断
排除其他病因（如病毒性、遗传性、代谢性、胆汁淤积性和药物性肝病）后，结合临床、实验室和组织学检查结果可以最好地诊断自身免疫性肝炎。织学检查的要求需要进行肝活检，通常用针通过经皮途径进行，以提供肝组织。

### 自身抗体
在血液中发现的许多特异性抗体（抗核抗体（ANA）、抗平滑肌抗体（SMA）、抗肝肾微粒体抗体（LKM-1、LKM-2、LKM-3）、抗可溶性肝抗原（SLA）、肝胰抗原（LP）和抗线粒体抗体（AMA））是有用的，如发现免疫球蛋白G水平升高。抗线粒体抗体的存在更提示原发性胆汁性胆管炎。高丙种球蛋白血症也具有诊断价值。

### 组织学
自身免疫性肝炎可以通过以下非特异性发现在组织学上进行表征：
- 门静脉单核细胞浸润侵入门静脉三联体周围的边界并浸润周围的小叶。
- 门静脉周围病变，也称为界面性肝炎，不影响胆道树（可能包括中心区域坏死）。
- 可以看到胆管异常（胆管炎、胆管损伤、胆管反应），如果观察到肉芽肿，应及时评估原发性胆汁性胆管炎或结节病。
- 浆细胞浸润、肝细胞花环和多核巨细胞。
- 不同程度的纤维化（最轻微的自身免疫性肝炎除外）。连接门静脉和中央区域的桥接纤维化会扭曲肝小叶的结构并导致肝硬化。

### 诊断评分
国际自身免疫肝炎组织为人群研究中的临床诊断制定了标准化评分系统，但在个体化病例中缺乏价值。用于临床的简化评分系统结合了自身抗体滴度、总IgG水平、肝脏组织学和排除病毒性肝炎的诊断评分。

### 分类
根据检测到的自身抗体，自身免疫性肝炎可分为三个亚型，但没有明显的临床表现。
- 1型自身免疫性肝炎。阳性抗体包括：[18][19]
  - 抗核抗体 (ANA)
  - 抗平滑肌抗体 (ASMA) - 65%的人
  - 抗肌动蛋白抗体
  - 抗线粒体抗体 - 除原发性胆汁性胆管炎重叠综合征外很少见
  - 抗可溶性肝抗原/肝胰抗体抗原——20%的人
  - 抗双链 DNA - 30%的人
  - 非典型核周抗中性粒细胞胞浆抗体（p-ANCA）
- 2型自身免疫性肝炎。阳性抗体包括：[20]
  - 肝肾微粒体抗体 (LKM-1)
  - 抗肝细胞溶胶抗体 1 (SLC-1)
- 自身抗体阴性的自身免疫性肝炎。[21]
  - 缺乏阳性ANA、ASMA、LKM-1等抗体组，但具有自身免疫性肝炎的临床特征，可通过标准治疗解决。

### 鉴别诊断
其他需要考虑的诊断包括可能导致急性肝炎或可能伴有肝硬化的慢性肝脏炎症：
- 其他涉及肝脏的自身免疫性疾病：
  - 原发性胆汁性胆管炎 - 存在孤立的AMA抗体升高通常表示原发性胆汁性胆管炎而不是自身免疫性肝炎，需要进一步的诊断评估。[22][23]
  - 重叠综合征 - 自身免疫性肝炎的表现可能与原发性硬化性胆管炎相似，但原发性硬化性胆管炎患者的肝内/肝外导管狭窄和扩张，而自身免疫性肝炎患者的胆管树通常不受影响。[22]
- 肝炎的其他原因：

## 治疗
药物治疗的选择应基于个体症状的严重程度、肝酶和抗体水平的定量升高、肝活检的结果以及药物治疗副作用的耐受能力。
一般来说，肝酶和抗体水平正常的无症状患者以及肝活检未显示炎症的患者不需要治疗，因为这些患者疾病进展的风险较低。对于有症状且肝活检显示界面性肝炎和坏死证据的个体，建议提供治疗，如果患者年轻且可以耐受药物治疗的副作用。
治疗的主要方法是在急性发作期间使用免疫抑制性糖皮质激素，如泼尼松，在高达60-80%的病例中可以实现症状消退，但许多病例最终会复发。对于不能耐受糖皮质激素的中重度疾病患者，低剂量泼尼松单药治疗或与硫唑嘌呤联合治疗是合理的替代方案。布地奈德已被证明在诱导缓解方面比泼尼松更有效，但证据不足，需要更多数据才能例行推荐。对糖皮质激素和硫唑嘌呤无反应的自身免疫性肝炎患者可给予其他免疫抑制剂，如霉酚酸酯、环孢素、他克莫司或甲氨蝶呤。
大约7%到40%的接受治疗的患者会发展为肝硬化。进展为肝硬化的风险最高的人是那些对治疗反应不完全、治疗失败和多次复发的人。一旦发生肝硬化，无论病因如何，自身免疫性肝炎中肝硬化的管理都是标准的。肝移植是暴发性肝功能衰竭患者或尽管接受了多种治疗但仍出现疾病进展的患者的标准治疗方法。

## 预后
如果不进行治疗，症状性自身免疫性肝炎患者的十年生存率为50%。经过治疗，十年生存率在90%以上。治疗有好处，但自身免疫性肝炎患者的无移植生存率通常低于普通人群。肝移植的结果普遍良好，五年生存率超过80%。
治疗的表现和反应可能因种族而异。非裔美国人患有一种更具侵袭性的疾病，该疾病与较差的治疗效果有关。
有强有力的证据表明，自身免疫性肝炎患者在以后的生活中可能会出现精神疾病，如精神分裂症和双相情感障碍。

## 流行病学
自身免疫性肝炎可在任何种族或年龄的人中发生，但最常见于女性。80%的病例是1型亚型，女性受累的频率是男性的4倍；对于2型亚型，女性受累的频率是男性的10倍。
欧洲研究表明，每100000人中有1至2人患病，每100000人中有10至25人患病。
该疾病在10至20岁之间和40至50岁之间出现双峰。

## 历史
自身免疫性肝炎以前称为“狼疮”肝炎，因为人们在诊断时患有相关的自身免疫性疾病，如系统性红斑狼疮，被认为是其原因。最初是在1950年代初描述。